# Hypnum plumaeforme
Hypnum plumaeforme är en bladmossart som beskrevs av William M. Wilson 1848. Hypnum plumaeforme ingår i släktet flätmossor, och familjen Hypnaceae. Inga underarter finns listade i Catalogue of Life.